# Stéphane Kerecki

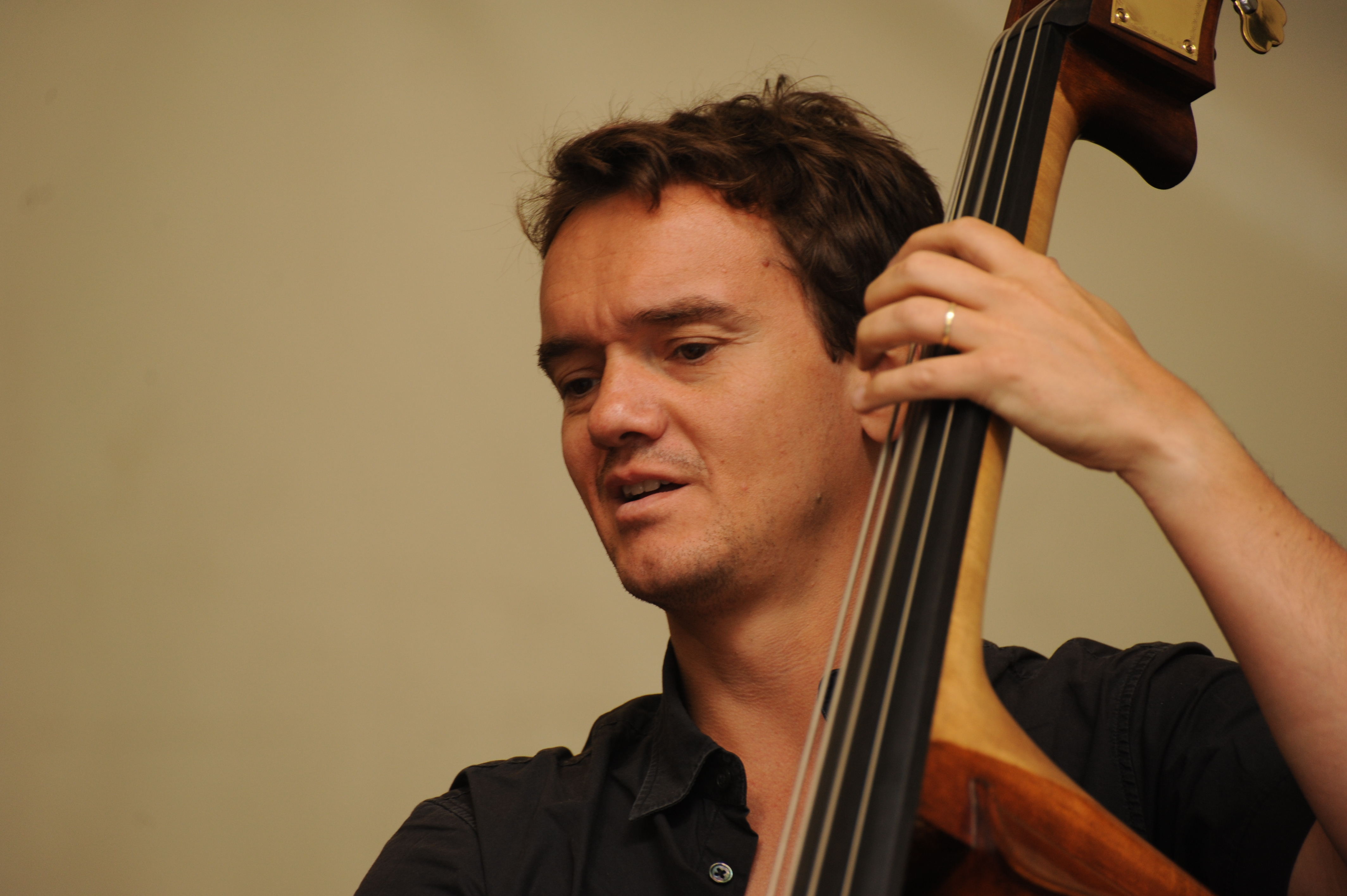
Stéphane Kerecki als Bassist des Yaron Herman Trios im Garten des Liebieghauses am 7. August 2011

Stéphane Kerecki (* 1970 in Paris) ist ein französischer Jazz-Bassist.

## Leben und Wirken
Kerecki begann zunächst ein Studium der Wirtschaftswissenschaft, um dann parallel Musik am Conservatoire national supérieur de musique et de danse de Paris zu studieren, wo er Unterricht bei Jean-François Jenny-Clark, Riccardo Del Fra und Jean-Paul Céléa hatte. Zu seinen Haupteinflüssen zählt er Dave Holland, Charlie Haden und vor allem Scott LaFaro.
Seine Karriere begann Kerecki bei Steve Potts; seitdem arbeitete er u. a. mit Musikern wie Daniel Humair, Denis Colin, Guillaume de Chassy, Yaron Herman, François Jeanneau, Sheila Jordan, Steve Lehman, Ronnie Lynn Patterson, Michel Portal, Thomas Savy. Er ist außerdem Bassist in der Paris Jazz Big Band. Seit 2003 leitet er ein eigenes Trio, dem Matthieu Donarier (Saxophon) und Thomas Grimmonprez (Schlagzeug) angehören; seit 2011 arbeitete er mit seinem Quartett aus Émile Parisien, Yaron Herman und Ziv Ravitz (Schlagzeug). Dann wirkte er im KLM Trio mit Philippe Macé und Yoann Loustalot.

## Auszeichnungen
Kerecki war 2001 Zweitplatzierter beim Preis der Solisten des Concours national de jazz de la Défense. Das zweite Album seines Trios, Focus Dance, erhielt den Preis der Académie Charles-Cros; das dritte Album Houria wurde 2009 für den Victoires du Jazz in der Kategorie Révélation instrumentale nominiert. 2005 wählte ihn das Magazin Jazzman zu den 125 talents pour demain.

## Diskographische Hinweise

### Aufnahmen unter eigenem Namen
- 2004: Stéphane Kerecki Trio: Story Tellers (Ella Productions)
- 2007: Stéphane Kerecki Trio; Focus Danse (Zig Zag Territoires)
- 2009: Stéphane Kerecki Trio feat. Tony Malaby: Houria (Zig Zag Territoires)
- 2011: Stéphane Kerecki, John Taylor: Patience (Outhere Music France/Zig Zag Territoires)
- 2017: Airelle Besson, Édouard Ferlet, Stéphane Kerecki –: Aïrés, Alpha 2017
- 2023: Thomas Enhco, Stéphane Kerecki: A Modern Songbook (Masterworks 2023)
- 2025: Vincent Ségal, Stéphane Kerecki Feat. Airelle Besson: Ponticello (Fuga Libera 2025)

### Aufnahmen als Sideman
- 2000: A suivre, Paris Jazz Big Band (Cristal Records)
- 2001: City Lines, Barend Middelhoff Quintet (Buzz Records)
- 2004: Paris 24h, Paris Jazz Big Band, Pierre Bertrand, Nicolas Folmer (Cristal Records)
- 2006: Archipel, Thomas Savy (Nocturne)
- 2008: Faraway So Close, Guillaume De Chassy (Bee Jazz)
- 2009: Subject to Change, Denis Colin et la Société des Arpenteurs (Le Chant du Monde)
- 2010: Cold Light, Amy Gamlen (There)
- 2011: Subject to Live, Denis Colin & La Société Des Arpenteurs (Le Chant Du Monde)
- 2025: Maxime Bender / Joachim Kühn / Daniel Humair / Stephane Kerecki: Infinity of Sound (Igloo Records 2025)[4]